# بلنچارد، شهرستان الگینی، پنسیلوانیا
بلنچارد (به انگلیسی: Blanchard) یک منطقهٔ مسکونی در ایالات متحده آمریکا است که در شهرستان الگینی، پنسیلوانیا واقع شده‌است. بلنچارد ۳۴۴٫۱۲ متر بالاتر از سطح دریا قرار دارد.